# Fort Batensteyn

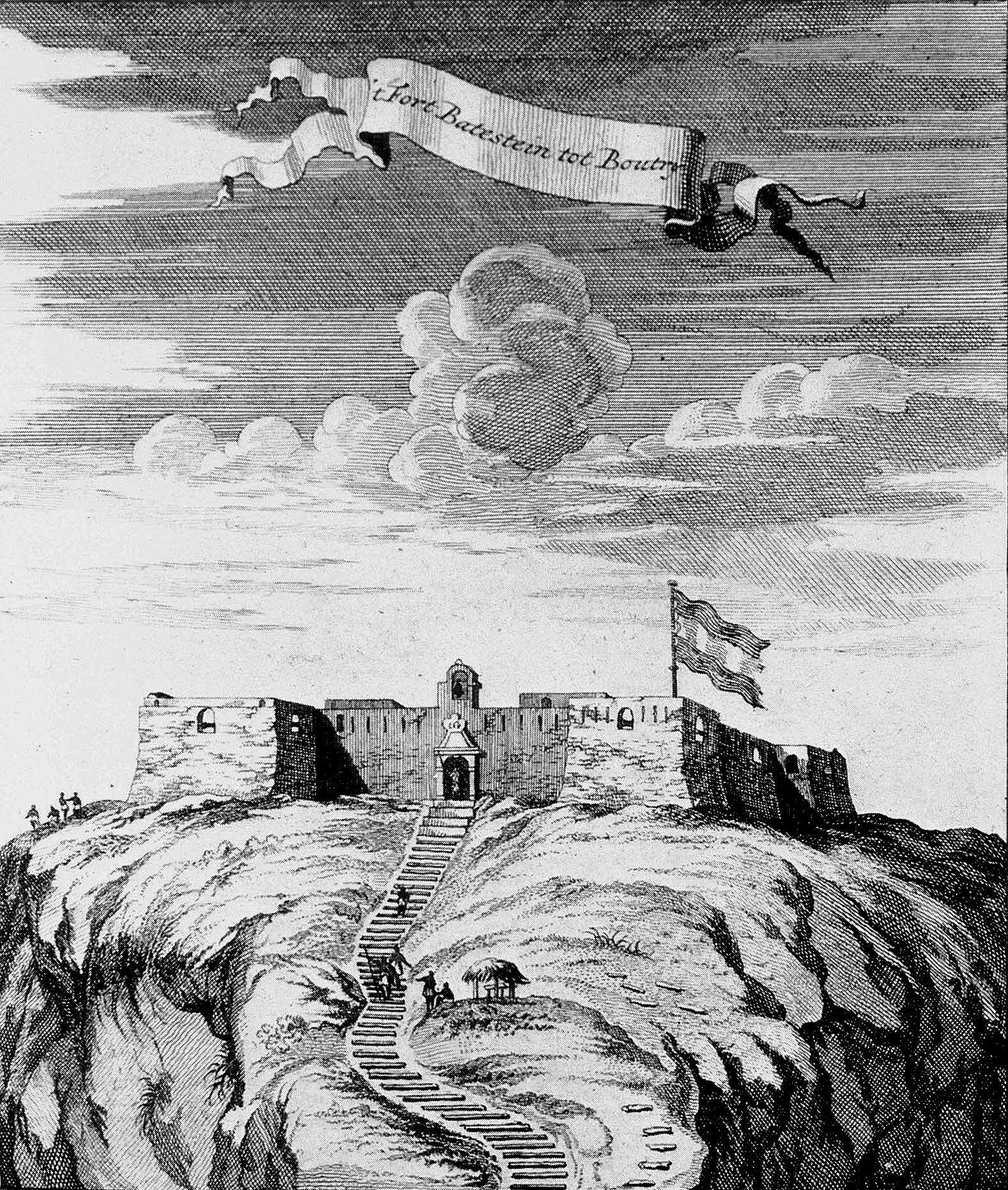
Darstellung des Forts Batenstein in Butre von 1709

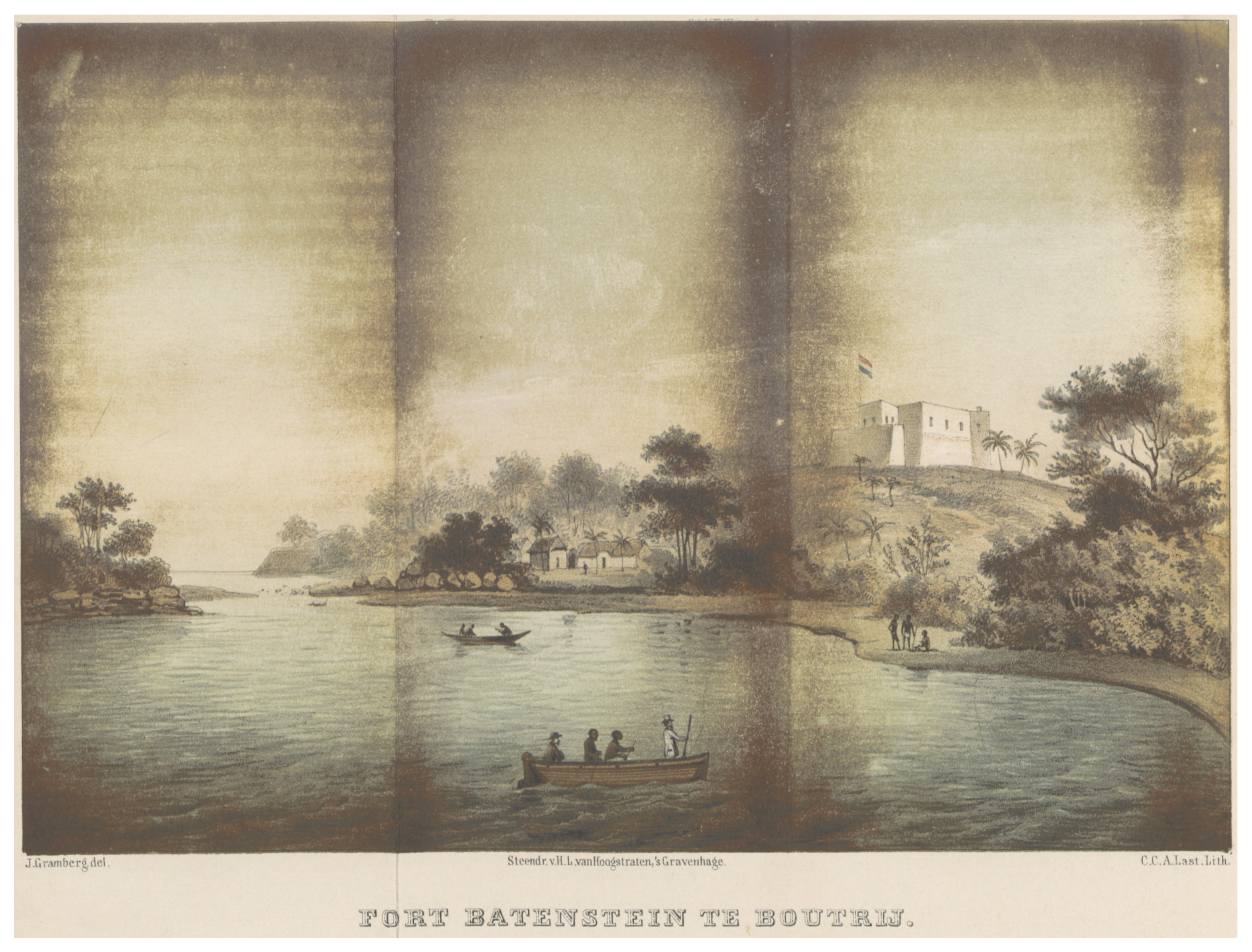
Fort Batenstein (gemalt von Jan S. G. Gramberg, 1861)

Das Fort Batensteyn (auch „Fort Batenstein“ geschrieben) befindet sich auf einer Anhöhe oberhalb des kleinen Fischerörtchens Butre an der Küste des Atlantischen Ozeans südwestlich der Stadt Sekondi-Takoradi in Ghana. Das Fort liegt drei Kilometer entfernt vom Ort Busua.

## Geschichte
1598 wurde an gleicher Stelle ein Handelsposten der Niederländischen Westindien-Kompanie gegründet. Von 1650 bis 1652 betrieb zudem die (ebenfalls niederländisch finanzierte) Schwedische Afrika-Kompanie einen Stützpunkt in Butre. Vertreter der Niederländischen Westindien-Kompanie jedoch wiegelten die einheimischen Ahanta gegen die Schweden auf und veranlassten sie, diese zu vertreiben.
1656 schlossen die Niederländer hier den Vertrag von Butre mit den Ahanta und bauten ihren Stützpunkt zum Fort Batensteyn aus. Nach Aussagen von Zeitzeugen wie etwa William Bosman war der militärische Nutzen dieser Befestigung jedoch gering. Angeblich erbebte die Festung schon, wenn die Besatzung aus den eigenen Kanonen feuerte.
1665 eroberten die Briten das Fort, die es aber wenige Jahre später wiederum an die Niederländer abgeben mussten.
1872 übergaben die Niederländer ihre an der Küste Westafrikas noch verbliebenen Forts an die Briten, darunter auch Fort Batensteyn. Die Briten trafen hier, wie an anderen Stellen der Küste auch, auf entschiedenen Widerstand der Einheimischen gegen ihre "Übergabe", den sie im Fall von Butre nur mit einer Bombardierung des Ortes durch die Royal Navy brechen konnten.

## Heutiger Zustand

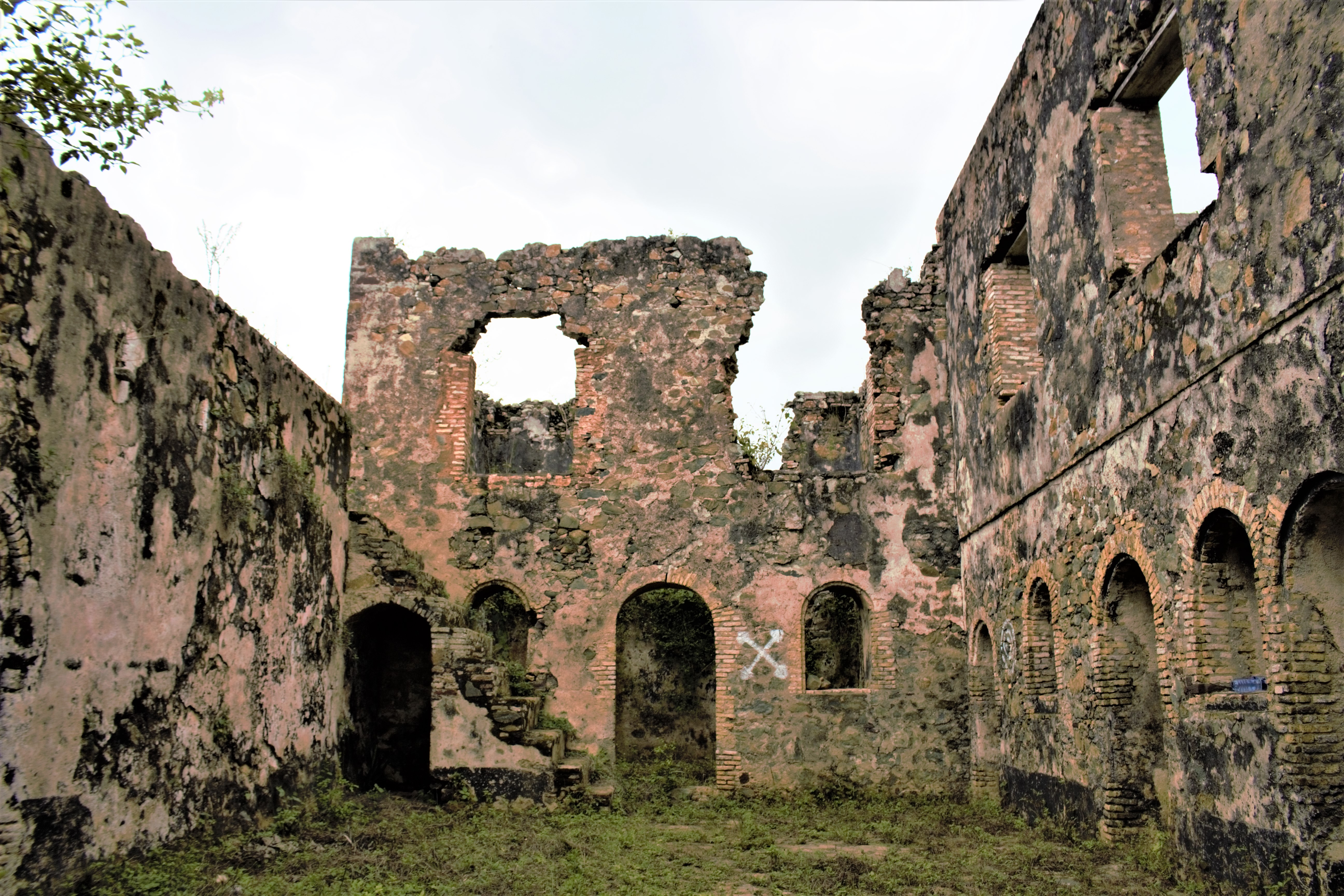
Ruine des Forts

Das Fort ist im Gegensatz zu vielen anderen Forts in Ghana lange nicht restauriert worden, weite Teile lagen in Trümmern. Das hat sich jetzt geändert, nachdem das Fort unter Leitung eines italienischen Professors auch unter Mithilfe Einheimischer aufwändig restauriert wurde. Es bleibt zwar eine Ruine, wurde aber in einen besseren Zustand gebracht. Butre profitiert vom touristischen Aufschwung im nahe gelegenen Ort Busua, von dem aus man zu Fuß in kurzer Zeit nach Butre und zum Fort gelangt. Es ist auch mit dem Taxi direkt von Agona Junction zu erreichen. Butre ist in einer sehr idyllischen Bucht gelegen. Wenn auch ein sichtbar armes Fischerdorf, hat es doch aktive Einwohner. Sie haben eine Art Tourismusverein gegründet. Mitten im Ort gibt es jetzt in einer Bretterhütte ein "Tourist Information Center", das von einem älteren Herrn geführt wird. Er trägt Touristen in eine Besucherliste ein und stellt eine Quittung aus. Dort werden in einer kleinen Broschüre verschiedene Programme zu festen Preisen angeboten, z. B. eine geführte Wanderung am Strand zu Felsen, in denen Götter wohnen, Kanufahrten auf dem Fluss oder auch eine Führung auf die Festung. Ein Teil der Einnahmen der Tourist Information geht an die Führer, ein Teil an Projekte und ein Teil an die Ortschaft Butre. In Butre gibt es inzwischen auch Übernachtungsmöglichkeiten. Seit 1979 steht das Fort auf der Liste des UNESCO-Weltkulturerbe.
An diesem Abschnitt der Goldküste finden sich ehemals europäische Forts in großer Zahl, z. B. nur zehn Kilometer westlich von Butri das Fort Metal Cross (siehe auch hier).